# Lubie (jezioro w powiecie świebodzińskim)
Lubie – jezioro w Polsce, położone na Pojezierzu Łagowskim, w województwie lubuskim, w powiecie świebodzińskim, w gminie Lubrza. Drugie pod względem średniej głębokości jezioro Pojezierza Lubuskiego. Jezioro uformowało się w wyniku ostatniego zlodowacenia, posiada regularną linię brzegową.

## Położenie
Jezioro znajduje się w środkowej części Pojezierza Łagowskiego, na terenie powiatu świebodzińskiego we wschodnim odgałęzieniu niesulicko-jordanowskiej rynny polodowcowej. Nad jego północnym brzegiem znajdują się zabudowania składające się z domków rekreacyjnych należących do wsi Lubrza oraz niewielki ośrodek wczasowy. Nad brzegiem południowym i południowo-zachodnim znajduje się zabudowa jednorodzinna należąca do wsi Nowa Wioska.

## Hydronimia
Z niemieckich publikacji wynika, że do 1770 roku jezioro było nazywane Lüben See. Dopiero po tej dacie jego nazwa została ustalona jako Lieben See, co odpowiadało nazwie pobliskiego miasta Liebenau. Obecna nazwa została wprowadzona urzędowo 17 września 1949 roku. Państwowy rejestr nazw geograficznych jako nazwę oboczną podaje nazwę Nowa Wioska.

## Informacje hydrologiczne
Jezioro Lubie jest naturalnym zbiornikiem wodnym powstałym w okresie zlodowacenia bałtyckiego na skutek wytopienia się bryły martwego lodu. Powierzchnia zwierciadła wody według różnych źródeł wynosi od 28,4 ha do 32,5 ha. W zależności od sezonu poziom wód ulega wahaniom do około 0,8 m. Średnia głębokość jeziora wynosi 13 m, natomiast głębokość maksymalna 35 m. Objętość wody w zbiorniku wynosi 3697,1 tys. m³. Długość maksymalna to 850 m, a szerokość maksymalna – 500 m.
Zlewnia bezpośrednia jeziora jest niewielka i wynosi 3,8 km². Do jeziora dochodzi niewielki ciek z południa, który okresowo zasila stawy rybne zlokalizowane przy południowym brzegu jeziora. Wody jeziora zasilane są zarówno wodami podziemnymi, jak i spływem powierzchniowym ze zlewni. Odpływ wód z jeziora odbywa się w kierunku północnym, poprzez kanał łączący się Kanałem Niesulickim, a następnie z jeziorem Goszcza.
Według Mapy Podziału Hydrograficznego Polski leży na terenie zlewni siódmego poziomu Kanał Niesulicki do jez. Goszcza. Identyfikator MPHP to 1878811.

## Przyroda
Wschodni brzeg jeziora przylega bezpośrednio do krawędzi rynny polodowcowej. Wyniesienie terenu na tym obszarze jest określane jako „Lubskie Wzgórza”. Różnica w wysokości lustra wody, a szczytu wysoczyzny sięga 56 m, dodatkowo brzeg jeziora w tym miejscu poprzecinany jest wieloma dolinkami erozyjnymi. Wschodni stromy brzeg jeziora porośnięty jest drzewostanem dębowym, bukowym, brzozowym i grabowym. Północny łagodniejszy brzeg porastają lasy składające się z olchy, jesionu oraz czeremchy. Zgodnie z regionalizacją przyrodniczo-leśną jezioro leży w mezoregionie Pojezierza Łagowskiego.
Jezioro ze względu na znaczną głębokość posiada słabo rozwiniętą strefę roślinności wodnej. Łagodne brzegi znajdują się po stronie północnej jeziora i tam pas roślin wodnych ma szerokość do 20 metrów. Po stronie wschodniej oraz południowej pas roślinności osiąga maksymalnie dwa metry. Ze względu na znaczną przeźroczystość wód, rośliny występują do głębokości 7 metrów. Nad jeziorem i w jeziorze występują: trzcina pospolita, oczeret jeziorny, grzybienie białe, osoka aloesowata, grążel żółty, rdestnica połyskująca, rogatek, krynicznik giętki oraz moczarka kanadyjska.
Dominującymi gatunkami ryb w wodach jeziora Lubie są: sielawa, leszcz, węgorz, płoć, szczupak, krąp, lin. Poza tym spotkać można również: okonia, troć jeziorową, karpia, sandacza oraz miętusa.

## Czystość wód i ochrona środowiska
Według badań z 1983 roku przewodność wód wynosiła 130 μS/cm, odczyn (pH) – 7,9, utlenialność – 3,5 mgO2/l, zawartość wapnia – 41,7 mg/l, siarczanów – 34,0 mg/l, a chlorków – 10,8 mg/l.
W wyniku badań przeprowadzonych w 1998 roku wody jeziora Lubie zostały zakwalifikowane do III klasy czystości. Zdecydowały o tym wysokie stężenia azotu, fosforu, chlorofilu oraz całkowicie odtleniony hypolimnion. Wody jeziora charakteryzują się również bardzo wysoką zawartością soli mineralnych, co negatywnie wpływa na ocenę czystości jeziora.
Badania wykonane w 2003 roku potwierdziły wcześniejsze wyniki, nastąpiła jednak niewielka poprawa badanych wskaźników i jezioro zostało zakwalifikowane do II klasy czystości. Przeźroczystość wody w okresie letnim wynosiła 4,1 m, co odpowiadało wodom I klasy czystości. Podczas badań oceniono, że jezioro Lubie jest odporne na degradację, wpływ na to ma wysoka średnia głębokości, niewielka wymiana wód w ciągu roku oraz przewaga lasów w zlewni bezpośredniej.
Ścieki z miejscowości położonych nad brzegami jeziora są odprowadzane do oczyszczalni ścieków w Lubrzy. W badaniach bakteriologicznych stan sanitarny jeziora nie budził zastrzeżeń i został określony na I klasę czystości.
Jezioro znajduje się na obszarze planowanej strefy chronionego krajobrazu o nazwie Rynna „Ołoboku i Paklicy”. Głównym założeniem projektowanej strefy jest ochrona naturalnego korytarza ekologicznego wzdłuż wspomnianej rynny polodowcowej.

## Zagospodarowanie

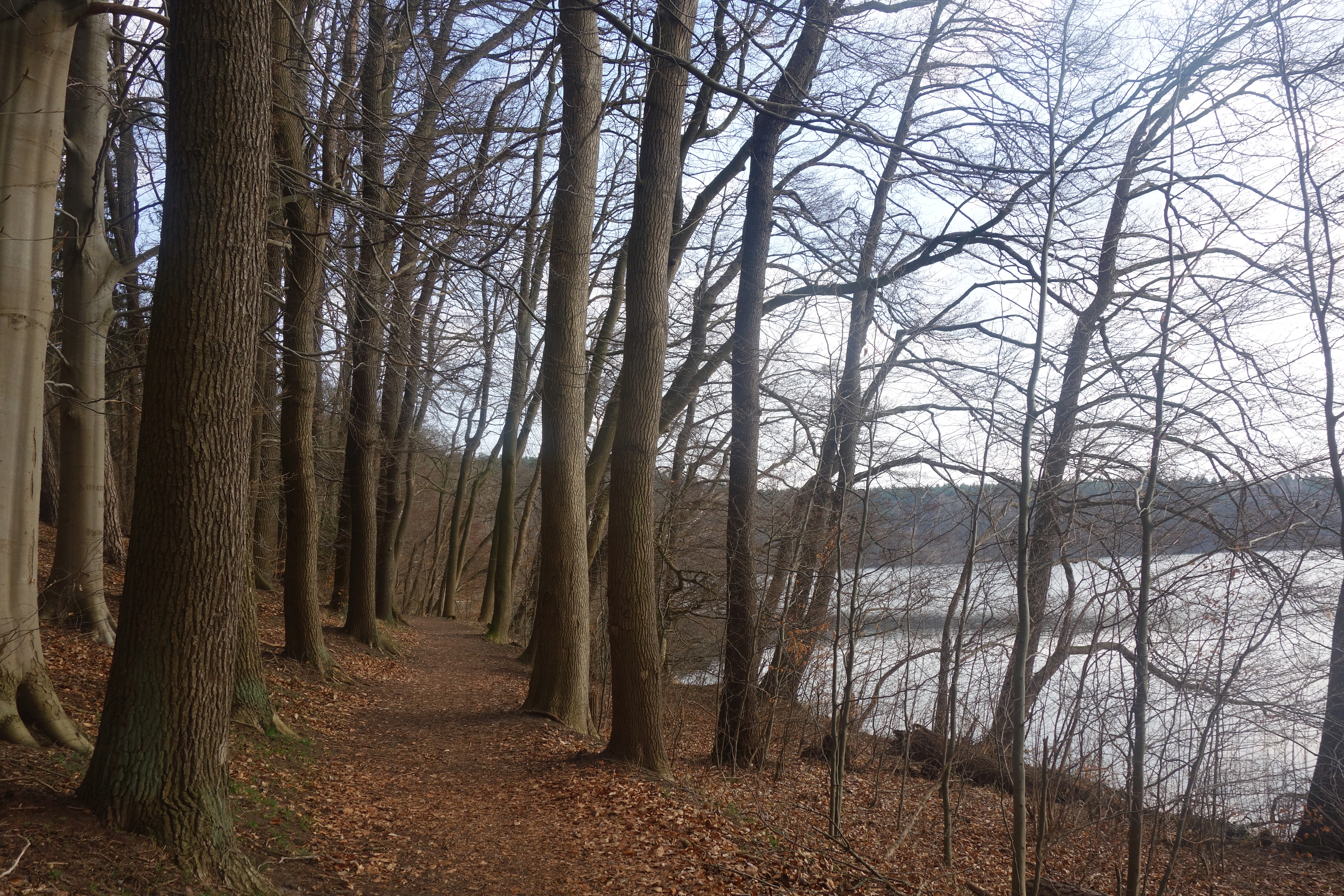
Pieszo-rowerowy Szlak Nenufarów przy jeziorze Lubie

Jezioro spełnia funkcje turystyczno-rekreacyjne oraz jest wykorzystywane do celów wędkarskich i rybackich. Administratorem wód jeziora jest Regionalny Zarząd Gospodarki Wodnej w Poznaniu. Utworzył on obwód rybacki, który obejmuje wody rzeki Paklica oraz m.in. jeziora Paklicko Wielkie, Goszcza, Lubrza i Lubie (obwód rybacki jeziora Paklicko Wielkie na rzece Paklica – Nr 2). Ekstensywną gospodarkę rybacką prowadzi na jeziorze Polski Związek Wędkarski Okręg w Zielonej Górze. Jezioro jest regularnie zarybiane, a na początku XXI w. odłów z hektara wód wynosił średnio 29 kg.
Na północnym krańcu jeziora jest zlokalizowany ośrodek wczasowy oraz liczne domki rekreacyjne. Ze względu na dużą przeźroczystość wód, jezioro Lubie jest wykorzystywane przez nurków do prowadzenia obozów szkoleniowych. Nad jeziorem brak kąpielisk ujętych w ewidencji gminnej.
Jezioro Lubie otoczone jest pieszo-rowerowym „Szlakiem Nenufarów”. Wzdłuż jego linii brzegowej zbudowane zostały altanki oraz drobniejsze miejsca postoju, pozwalające odpocząć podczas spaceru lub jazdy rowerem. Na północnym zachodzie z jeziora odchodzi kanał prowadzący do jeziora Goszcza, łącząc oba jeziora z Lubrzańskim Szlakiem Kajakowym.

## Legendy
Jezioro występuje w legendzie, która jest opowiadana corocznie podczas Nocy Nenufarów. Legenda opisuje historię powstania Nowej Wioski i Lubrzy oraz historię słowiańskiej córki rybaka o imieniu Lubrzana.